# Morrisville (Missouri)
Morrisville é uma cidade  localizada no estado americano de Missouri, no Condado de Polk.

## Demografia
Segundo o censo americano de 2000, a sua população era de 344 habitantes.
Em 2006, foi estimada uma população de 368, um aumento de 24 (7.0%).

## Geografia
De acordo com o United States Census Bureau tem uma área de
0,8 km², dos quais 0,8 km² cobertos por terra e 0,0 km² cobertos por água. Morrisville localiza-se a aproximadamente 319 m acima do nível do mar.

## Localidades na vizinhança
O diagrama seguinte representa as localidades num raio de 24 km ao redor de Morrisville.